# LIFE (La'cryma Christiの曲)
「LIFE」（ライフ）は、日本のヴィジュアル系ロックバンドLa'cryma Christiの10枚目のシングル。2000年11月22日にリリースされた。

## 解説
初めてセルフプロデュースで発表した楽曲である。また、シングルジャケットにはSHUSEの自宅の部屋の写真が公開された。オリコンチャート22位。
同時期に、同じくヴィジュアル系ロックバンドのFANATIC◇CRISISが同名のシングル「LIFE」をリリースしたが、楽曲名の一致は示し合わせたわけではなく全くの偶然である。

## 収録曲
1. LIFE
作詞 - TAKA / 作曲 - HIRO
2. Down to Earth
作詞 - TAKA, SHUSE / 作曲 - KOJI
3. LIFE (unvocal version)
4. Down to Earth (unvocal version)

## 収録作品
- &・U（#1）
- GREATEST-HITS（#1）
- Sound & Vision THE SINGLES + Selection from Live “DECADE”（#1）
- La'cryma Christi Singles + Clips（#1,2）